# 中屏镇
中屏镇，是中华人民共和国云南省昆明市禄劝彝族苗族自治县下辖的一个镇。

## 行政区划
中屏镇下辖以下地区：
中屏村、德茂井村、安东康村、大海子村、昔南村、书多村、法格村、康井村、拖井村、北屏村、安福村、植桂村和高桂村。